# Eilert Eilertsen
Eilert Eilertsen (Bergen, 25 febbraio 1918 – 24 febbraio 2014) è stato un politico e calciatore norvegese, di ruolo centrocampista.

## Biografia
Eilertsen ha giocato per il Brann e per il Lyn Oslo, con cui ha vinto il Norgesmesterskapet 1945. Successivamente, è stato sindaco di Bergen dal 1973 al 1983.

## Palmarès

### Club

#### Competizioni nazionali
- Coppa di Norvegia: 1

Lyn Oslo: 1945